# Роберт I Брюс
Ро́берт I Брюс (середньовічно-гельською Roibert a Briuis; 11 липня 1274 — 7 червня 1329) — шотландський король між 1306 та 1329 роками.
1314 року війська Роберта I Брюса розгромили англійську армію в битві при Баннокберні, звільнивши Шотландію від англійців. Після нового безуспішного вторгнення англійських військ до Шотландії у 1322-му Роберт I Брюс уклав перемир'я з Англією. За мирним договором 1328 року він домігся від Англії визнання незалежності Шотландії, є її національним героєм.

## Сім'я

### Дружини

1 Ізабелла (1277—1296)
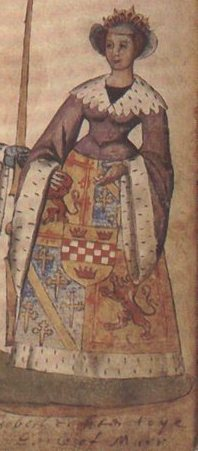
2 Єлизавета (1289—1327)

### Діти
Від першої дружини
Маргарита (Марджорі) 
(1296—1316)
Від другої дружини

1 Маргарита (1315—1346)
2 Матильда (1323—1353)
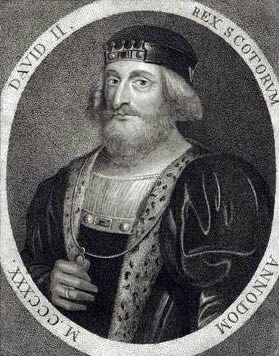
3 Давид (1324—1371)
4 Іоанн (1327)

## Образ у мистецтві
- Головний герой поеми Джона Барбура «Брюс»[en] («The Brus», 1375, надрукована 1570).
- Головний герой поеми Лесі Українки «Роберт Брюс, король Шотландський» (1893, надрукована 1894).
- Персонаж фільму «Хоробре серце» («Braveheart», 1995).
- Головний герой фільму «Брюс (фільм, 1996)»[en] («The Bruce», 1996).
- Головний герой фільму «Король поза законом» («Outlaw King», 2018).

## Рекомендована література
- Barrow, Geoffrey Wallis Steuart (2005), Robert Bruce & the Community of the Realm of Scotland (4th ed.), Edinburgh: Edinburgh University Press, ISBN 978-0852245392.
- Balfour Paul, James (1904), The Scots Peerage, Edinburgh: David Douglas.
- Bartlett, Robert (1993), The Making of Europe, Conquest, Colonization and Cultural Change: 950–1350, Princeton: Princeton University Press, ISBN 978-0691032986.
- Bingham, Caroline (1998), Robert the Bruce, London: Constable, ISBN 978-0094764408.
- Brown, Chris (2004), Robert the Bruce. A Life Chronicled, Stroud: Tempus, ISBN 978-0752425757.
- Brown, Chris (2008), Bannockburn 1314, Stroud: History, ISBN 978-0752446004.
- Dunbar, Archibald H. (1899), Scottish Kings 1005–1625, Edinburgh: D. Douglas, с. 126—141, with copious original source materiéls.[ISBN відсутній]
- Duncan, A.A.M. (Editor), (1999) John Barbour: The Bruce Canongate.[ISBN відсутній]
- Fawcett, Richard, ред. (2005), Royal Dunfermline, Edinburgh: Society of Antiquaries of Scotland, ISBN 978-0903903349.
- Grant, Alexander, (1984) Independence and Nationhood: Scotland 1306–1469 Edward Arnold. ISBN 978-0748602735.
- Grant A, and Stringer, Keith J., (1995) Uniting the Kingdom? The Making of British History Routledge, pp. 97–108. ISBN 978-0415130417.
- Haines, Roy Martin (2003). King Edward II: His life, his reign and its aftermath, 1284–1330. Montreal, Canada and Kingston, Canada: McGill-Queen's University Press. ISBN 978-0773531574.
- Hunter, Paul V (2012), The Adventures of Wee Robert Bruce, Bonhill, West Dunbartonshire: Auch Books.[ISBN відсутній]
- Jardine, Henry (1821), Report relative to the tomb of King Robert the Bruce, and the cathedral church of Dunfermline, Edinburgh: Edinburgh Hay, Gall and Co..
- Loudoun, Darren (2007), Scotlands Brave.[ISBN відсутній]
- Mackenzie, Agnes Mure (1934), Robert Bruce, King of Scots.
- Macnamee, Colm (2006), The Wars of the Bruces: England and Ireland 1306–1328, Edinburgh: Donald, ISBN 978-0859766531.
- Macnamee, Colm (2018), Robert Bruce: Our Most Valiant Prince, King and Lord, Edinburgh: Birlinn, ISBN 978-1841584751.
- Nicholson, R., Scotland in the Later Middle Ages.[ISBN відсутній]
- Oxford Dictionary of National Biography.
- Ó Néill, Domhnall (1317), Remonstrance of the Irish Chiefs to Pope John XXII, CELT archive.
- Penman, Michael (2014). Robert the Bruce: King of the Scots. New Haven: Yale University Press. ISBN 978-0300148725.
- Penman, Michael (2009). Robert Bruce's Bones: Reputations, Politics and Identities in Nineteenth-Century Scotland. International Review of Scottish Studies. Ontario: Centre for Scottish Studies at the University of Guelph. 34: 7—73. doi:10.21083/irss.v34i0.1075.
- Phillips, Seymour (2011), Edward II, New Haven: Yale University Press, ISBN 978-0300178029.
- Prestwich, Michael (1997). Edward I. New Haven: Yale University Press. с. 484—486. ISBN 978-0300146653. OCLC 890476967.
- Scott, Ronald McNair (1982). Robert the Bruce: King of Scots. New York: Barnes and Noble. ISBN 978-1566192705.
- Geoffrey the Baker's: Chronicon Galfridi le Baker de Swynebroke, ed. Edward Maunde Thompson (Oxford, 1889).
- Traquair, Peter (1998). Freedom's Sword. University of Virginia: Roberts Rinehart Publishers. ISBN 978-1570982477.
- Watson, Fiona J. (1998). Under the Hammer: Edward I and Scotland, 1286–1307. East Linton: Tuckwell Press. ISBN 978-1862320314.

| Попередник Джон Баліол |  | Король Шотландії 1306 —1329 |  | Наступник Давид II |